# Pole, Lubusz
Pole (română Câmp, germană Pohlo, în Limba sorabă: Luz polo) este un sat în Polonia, situat în Voievodatul Lubusz, în județul Krosno, în orașul Gubin. În anii 1975-1998 localitatea a aparținut administrativ de regiunea Zielona Gora. Înainte de 1945, satul era parte din Germania.
Istoria satului datează din secolul al XV-lea prima atestare documentară fiind în anul 1363. În 1952, în sat locuiau un număr  de 131 de persoane. Satul are o rețea de apă din 1989.